# Naymz
Naymz è un social network di tipo professionale; come altre reti di questo tipo, prima fra tutti la diffusissima LinkedIn, Naymz permette ai suoi utenti di costituire reti di contatti con altri professionisti (quali colleghi, clienti, fornitori) e, in aggiunta, di gestire la propria reputazione online.

## Descrizione
Nella propria homepage Naymz dichiara di avere oltre un milione di utenti registrati. Una peculiarità di questo network è che, secondo dati stimati dal servizio di statistiche su rete Quantcast, gli italiani costituiscono una delle comunità nazionali più numerose.
Naymz sarebbe nient'altro che una delle tante reti sociali di tipo professionale, se non fosse per l'aspetto originale che distingue Naymz da altri servizi simili, che è appunto il suo sistema di gestione della reputazione; esso è basato su un algoritmo proprietario di calcolo, chiamato RepScore, che mira a stabilire un rango fra gli iscritti al network in maniera simile a quanto fa l'algoritmo di PageRank con i documenti del Web. In sintesi, la reputazione di un utente è proporzionale alla ricchezza delle informazioni che egli dà su se stesso e alla reputazione dei suoi contatti: quanto maggiore è la reputazione del contatto, tanto più grande sarà il suo contributo alla valutazione della reputazione dell'utente; inoltre, all'atto dell'istituzione di un contatto fra due utenti, ciascuno dei due può esprimere una serie di giudizi sull'altro, alcuni dei quali restano "segreti", altri invece possono essere resi pubblici sotto forma di endorsement: sia i giudizi segreti, sia quelli pubblici concorrono al calcolo del RepScore.
Si tratta di un tentativo di automatizzare la verifica della reputazione di un professionista, rispetto alla cui attendibilità e robustezza, tuttavia, ricerche accademiche, pur riconoscendo l'interesse in prospettiva del tentativo messo in atto da Naymz, hanno espresso scetticismo, soprattutto per la facilità con la quale si possono creare false amicizie e falsi profili destinati ad incrementare artificiosamente i valori di RepScore.